# Une bonne raison de se tuer
 (janvier 2025).
Si vous disposez d'ouvrages ou d'articles de référence ou si vous connaissez des sites web de qualité traitant du thème abordé ici, merci de compléter l'article en donnant les références utiles à sa vérifiabilité et en les liant à la section « Notes et références ».
Une bonne raison de se tuer est un roman de l'écrivain Philippe Besson, paru en janvier 2012 aux éditions Julliard, dont le récit se déroule aux États-Unis.

## Résumé
La seule question qui passionne les États-Unis en cette journée du 4 novembre 2008 est de savoir si un démocrate, de surcroît homme de couleur, Barack Obama peut devenir président du plus puissant état du monde. Mais pas tous les Américains dont certains sont atteints dans leurs bases, dans tout ce à quoi ils ont cru jusqu'à présent, par la grave crise économique dans laquelle est plongée leur pays.
Philippe Besson raconte l'expérience de deux d'entre eux, Samuel et Laura, loin des préoccupations des politiques, en prise avec leurs difficultés à vivre, leurs désillusions. Samuel doit aller enterrer son fils et a plutôt envie de le rejoindre. Laura n'est guère mieux lotie, délaissée par les siens, son mari et son fils, éprouve la même envie de disparaître que Samuel. Autre face de « l'american way of life » d'un rêve qui s'effiloche et qui en font « une bonne raison de se tuer ».

## Éditions
- Une bonne raison de se tuer, éditions Julliard, 2012